# Григорьянц, Борис Осипович
Борис Осипович Григорьянц (туркм. Boris Osipowiç Grigorýanc; 1953 — 2 ноября 2016) — туркменский футбольный тренер армянского происхождения. Заслуженный тренер Туркменистана.

## Биография
Бывший футболист.
В первой половине 2005 года и в апреле 2009 — феврале 2010 года исполнял обязанности главного тренера сборной Туркменистана. Тренировал несколько туркменских клубов — «Ниса», «Ашхабад», «Ахал». В 2009 году совмещал работу в «Ашхабаде» и сборной страны и вывел свой клуб в полуфинал Кубка президента АФК. Также работал детским тренером.
Умер 2 ноября 2016 года.